# Liste der Biografien/Ps
Liste der Biografien |
Portal Biografien |
Personensuche
# |
A |
B |
C |
D |
E |
F |
G |
H |
I |
J |
K |
L |
M |
N |
O |
P |
Q |
R |
S |
T |
U |
V |
W |
X |
Y |
Z |
?
 
Pa |
Pc |
Pe |
Pf |
Ph |
Pi |
Pj |
Pk |
Pl |
Pm |
Pn |
Po |
Pr |
Ps |
Pt |
Pu |
Pv |
Pw |
Py
Die Liste der Biografien führt alle Personen auf, die in der deutschsprachigen Wikipedia einen Artikel haben. Dieses ist eine Teilliste mit 112 Einträgen von Personen, deren Namen mit den Buchstaben „Ps“ beginnt.

## Ps
- PS Alex (* 1980), deutscher Schlagersänger

### Psa
- Psacharopoulos, George (* 1937), griechischer Volkswirtschaftler und Bildungsökonom
- Psachis, Lew (* 1958), sowjetisch-israelischer Schachgroßmeister
- Psachos, Georgios (* 1872), griechischer Tauzieher
- Psachos, Vasilios (* 1877), griechischer Tauzieher
- Psaiko.Dino, deutscher Hip-Hop-Produzent
- Psaila, Dun Karm (1871–1961), maltesischer Schriftsteller, Dichter und Priester
- Psaki, Jen (* 1978), US-amerikanische PressesprecherinJen Psaki (* 1978)

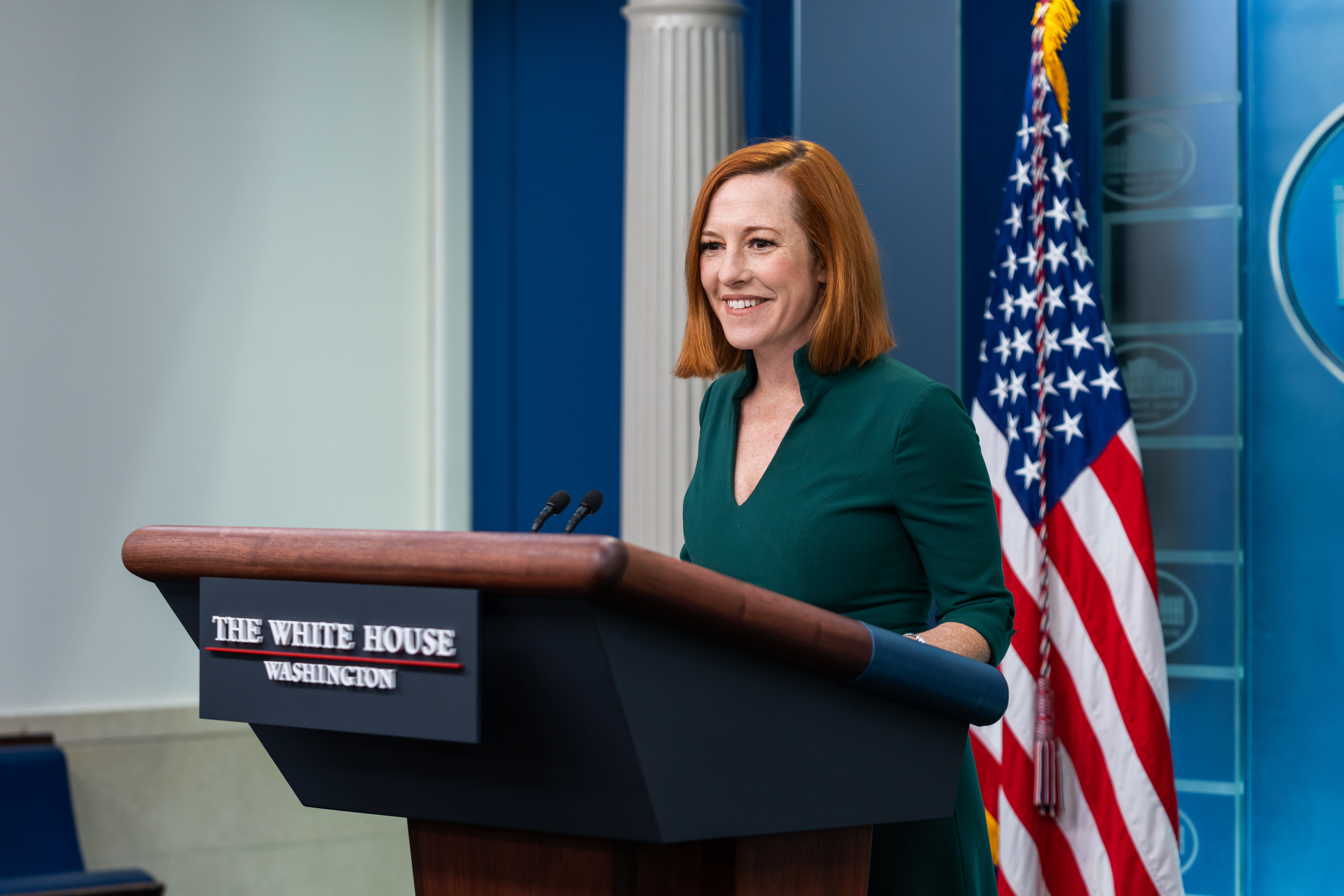
Jen Psaki (* 1978)

- Psalmanazar, George (1679–1763), französischer Hochstapler
- Psammetich († 581 v. Chr.), Tyrann von Korinth
- Psammetich I. († 610 v. Chr.), ägyptischer König
- Psammetich II. († 589 v. Chr.), ägyptischer Pharao (König)
- Psammetich III. († 525 v. Chr.), letzter Pharao der ägyptischen 26. Dynastie
- Psammetich IV., ägyptischer Pharaoh
- Psammus, Pharao
- Psammuthis († 392 v. Chr.), ägyptischer Regent
- Psarandonis (* 1937), griechischer Sänger und Lyraspieler
- Psaroudaki, Alice (* 1970), deutsche Balletttänzerin, Choreographin und Tanzpädagogin
- Psarra, Evangelia (* 1974), griechische Bogenschützin
- Psarros, Nikolaos (* 1959), griechischer Philosoph
- Psaume, Nicolas (1518–1575), Bischof von Verdun

### Psc
- Pschebizin, Marc (* 1973), deutscher Triathlet und Abenteuersportler
- Pscheiden, Georg (1843–1890), österreichischer Politiker
- Pscheidt, Johann (1890–1980), österreichischer Bauunternehmer und Gerechter unter den Völkern
- Pschenizyn, Walentin Nikolajewitsch (1936–2007), sowjetischer Biathlet
- Pschera, Alexander (* 1964), deutscher Musikwissenschaftler, Essayist, Übersetzer und Herausgeber
- Pschera, Alexander (* 1988), deutscher Sprinter
- Pschera, Ulrich (* 1961), deutscher Skispringer
- Pscherer, Kurt (1915–2000), österreichischer Schauspieler, Regisseur und Theaterintendant
- Pscherer, Rudolf (* 1949), deutscher Kirchenmusiker und Komponist
- Pschernig, Sebastian (* 2005), österreichischer Fußballspieler
- Pschichatschew, Anas Mussajewitsch (1967–2010), russischer muslimischer Geistlicher
- Pschichatschew, Schafig Aujessowitsch (* 1962), sowjetisch-russischer muslimischer Geistlicher
- Pschierer, Franz Josef (* 1956), deutscher Politiker (CSU, FDP), MdL
- Pschigode, Angela (1937–1998), deutsche Schauspielerin
- Pschigode, Karl (1907–1971), deutscher Schauspieler und Theaterintendant
- Pschill, Alexander (* 1970), österreichischer Schauspieler
- Pschonka, Wiktor (* 1954), ukrainischer Jurist
- Pschorn, Karl (1885–1945), österreichischer Mundartdichter
- Pschorr, August (1862–1935), deutscher Unternehmer, Geheimer Kommerzienrat und Generaldirektor der Pschorrbräu AG Bierbrauerei in München
- Pschorr, Georg Theodor (1865–1949), deutscher Brauereibesitzer und Gutsbesitzer
- Pschorr, Joseph (1770–1841), deutscher UnternehmerJoseph Pschorr (1770–1841)

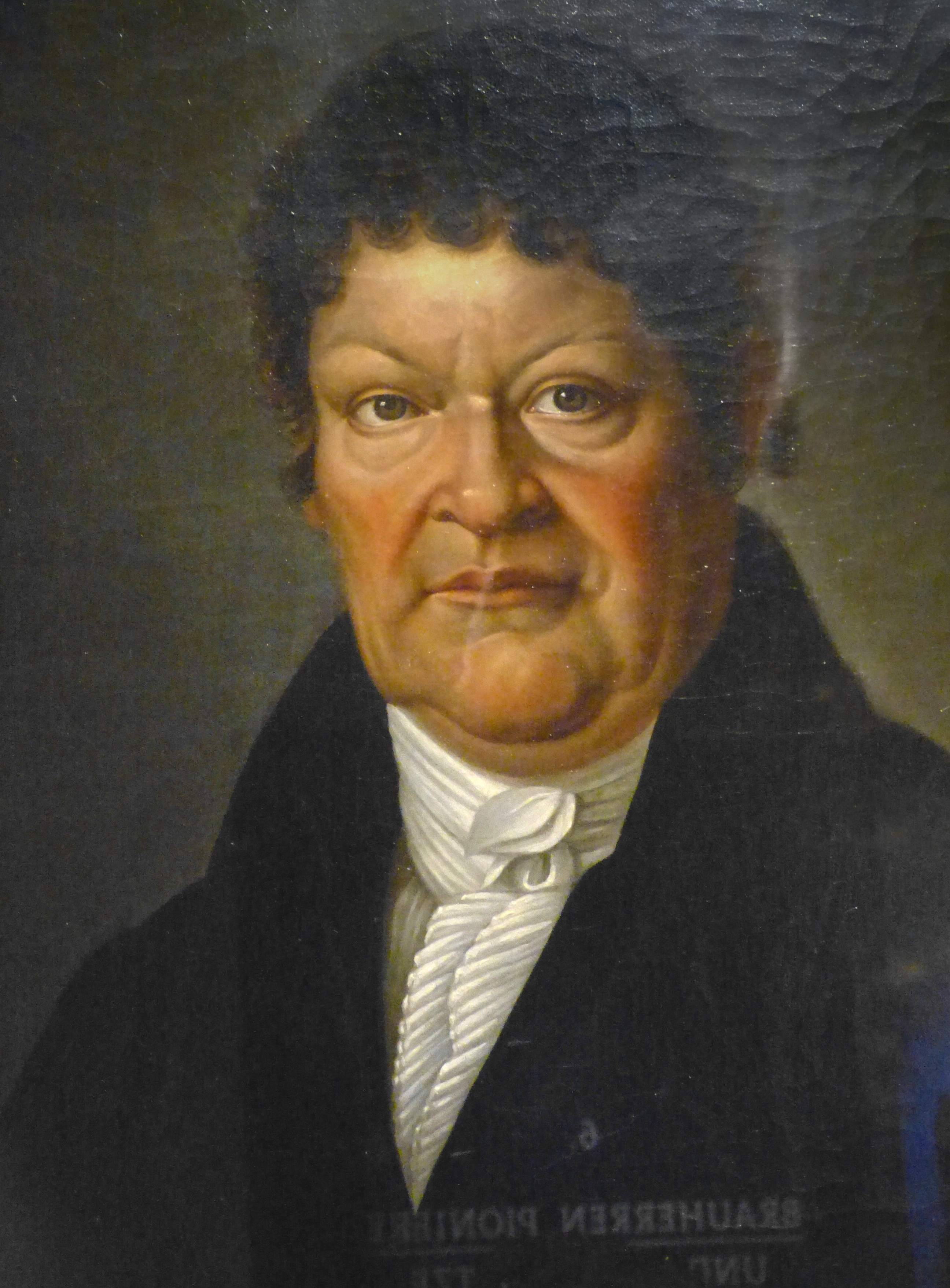
Joseph Pschorr (1770–1841)

- Pschorr, Joseph (1867–1942), deutscher Brauereibesitzer
- Pschorr, Robert (1868–1930), deutscher Chemiker
- Pschorr, Wilhelm (1883–1958), deutscher Tierarzt und Ministerialbeamter
- Pschyrembel, Willibald (1901–1987), deutscher Arzt

### Pse
- Pšenička, Václav junior (1931–2015), tschechoslowakischer Gewichtheber
- Pšenička, Václav senior (1906–1961), tschechoslowakischer Gewichtheber
- Pšenko, Michal (* 1982), slowakischer Skisportler
- Psenner, Anton (1791–1866), österreichischer Künstler
- Psenner, Hans (1912–1995), österreichischer Zoologe, Gründer des Alpenzoos
- Psenner, Ludwig (1834–1917), österreichischer Politiker und Publizist
- Psenner, Martin (* 1976), italienischer Naturbahnrodler
- Psenny, Armand (1929–2007), französischer Filmeditor
- Pseret, Benjamin (* 1980), kenianischer Marathonläufer
- Pseudo-Alexander, jüdischer Sklave aus Sidon
- Pseudo-Alexios II., byzantinischer Usurpator gegen Kaiser Isaak II. in Phrygien
- Pseudo-Alexios II., byzantinischer Usurpator gegen Kaiser Isaak II. in Paphlagonien
- Pseudo-Alexios II., byzantinischer Usurpator gegen Kaiser Alexios III. im Sultanat Rum
- Pseudo-Apollodor, griechischer Mythograph
- Pseudo-Apuleius, spätantiker Autor
- Pseudo-Boltraffio, Maler der lombardischen Schule
- Pseudo-Dionysius Areopagita, Pseudonym eines Philosophen und Theologen
- Pseudo-Dionysius von Tell Mahre, christlicher syrischer Geschichtsschreiber
- Pseudo-Johannes IV., byzantinischer Usurpator in Bithynien gegen Kaiser Michael VIII. Palaiologos
- Pseudo-Julios Polydeukes, byzantinischer Historiker
- Pseudo-Konstantin Diogenes, byzantinischer Usurpator gegen Alexios I.
- Pseudo-Leon Diogenes († 1116), byzantinischer Usurpator
- Pseudo-Longinos, Autor einer literaturtheoretischen Abhandlung
- Pseudo-Mayne, britischer Philosoph
- Pseudo-Methodius, Autor in syrischer Sprache
- Pseudo-Phokylides, vermutlich jüdischer Spruchdichter
- Pseudo-Skylax, antiker Seefahrer, Verfasser eines antiken periplous
- Pseudo-Symeon, byzantinischer Historiker
- Pseudo-Tertullian, antiker Autor des Frühchristentums
- Pseudo-Tiberios, byzantinischer Thronprätendent und Usurpator
- Pseudo-Xenophon, antiker griechischer Autor

### Psi
- Psiax, griechischer Vasenmaler
- Pšibiliauskienė, Sofija (1867–1926), litauische Schriftstellerin
- Psichari, Ernest (1883–1914), französischer Schriftsteller und Soldat
- Psihoyos, Louie (* 1957), US-amerikanischer Fotograf und Regisseur
- Psilander, Valdemar (1884–1917), dänischer Schauspieler
- Psilanderhielm, Johan (1728–1799), schwedischer Generalleutnant
- Psiliakos, Theophilos, griechischer Ruderer
- Psillos, Stathis (* 1965), griechischer Philosoph und Wissenschaftstheoretiker
- Psimmas, Ingrid (1945–2009), deutsche Politikerin (Bündnis 90/Die Grünen), MdL

### Psk
- Pskit, Małgorzata (* 1976), polnische Hürdenläuferin und Sprinterin

### Pso
- Psohlavec, Martin (* 1981), tschechischer Fußballspieler
- Psoieas, antiker griechischer Töpfer
- Psoleas, antiker griechischer Töpfer
- Psolmaier, David, deutscher Wachsbossierer, Skulpteur und Medailleur
- Psonder, Stefanie (1911–1966), österreichische Politikerin (SPÖ), Mitglied des Bundesrates, Steirische Landtagsabgeordnete
- Psonis, Dimitris (* 1961), griechischer Musiker
- Psotka, Zdeněk (* 1973), tschechischer Fußballspieler und -trainer
- Psotta, Heinz (1888–1945), deutscher Bergbeamter und Bergbaumanager
- Psotta, Helmut J. (1937–2012), deutscher Bildender Künstler, Maler und Zeichner, Kunstpädagoge

### Pst
- Pstrokońska-Nawratil, Grażyna (* 1947), polnische Komponistin und Hochschullehrerin
- Pstrokoński, Andrzej (1936–2022), polnischer Basketballspieler

### Psu
- Psujek, Bogusław (1956–1990), polnischer Langstreckenläufer
- Psusennes I., Pharao
- Psusennes II., Pharao der 21. Dynastie im Alten Ägypten
- Psusennes III., Pharao der 21. Dynastie im Alten Ägypten

### Psy
- Psy (* 1977), südkoreanischer SängerPsy (* 1977)

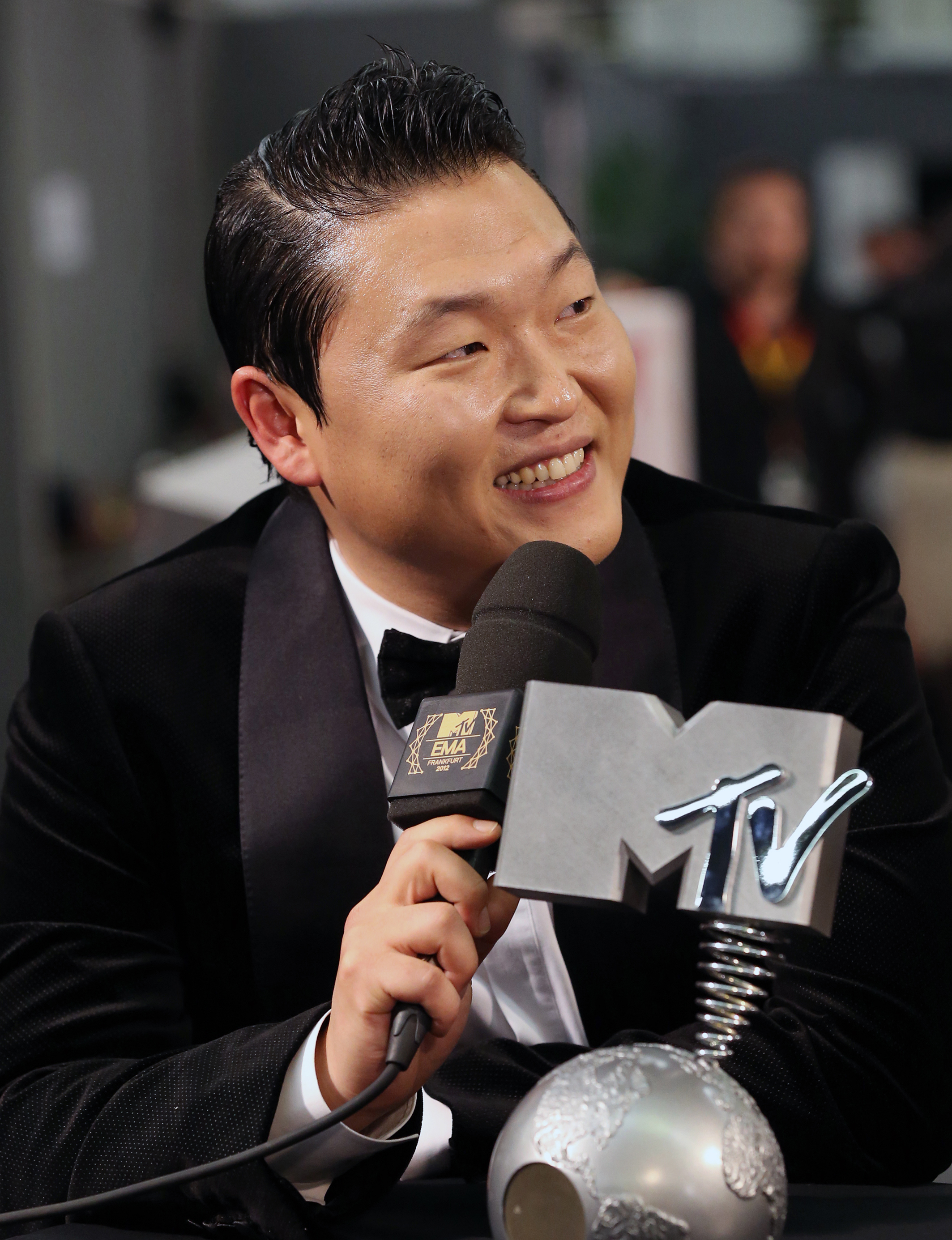
Psy (* 1977)

- Psycharis, Ioannis (1854–1929), griechischer Philologe und Schriftsteller
- Psychas, Pantelis (* 1887), griechischer Wasserballspieler
- Psychopedis, Jannis (* 1945), griechischer Maler
- Psychoundakis, Georgios (1920–2006), griechischer Schriftsteller und Widerstandskämpfer auf Kreta
- Psynina (* 1979), deutsche Goa-DJ

### Psz
- Pszczolarski, Wojciech (* 1991), polnischer Radsportler
- Pszczółkowski, Edmund (1904–1997), polnischer Offizier, Diplomat und Politiker, Mitglied des Sejm
- Pszenicki, Andrzej (1869–1941), russisch-polnischer Verkehrsingenieur, Brückenbau-Ingenieur und Hochschullehrer
- Pszoniak, Wojciech (1942–2020), polnischer Schauspieler